# ピエール＝ポール・タラン・ド・クシ
ピエール＝ポール・タラン・ド・クシ（Pierre-Paul Tarin de Cussy、? - 1691年）は、ルイ14世時代のフランス王国の軍人、高級官僚、フランス植民地であったトルチュ島（トルトゥーガ島）の第6代総督を、1684年から1691年に死去するまで務め、トルチュ島総督と、トルチュ島に面したサン＝ドマング島（イスパニョーラ島）の北海岸の一部だけに縮小していたフランス領サン＝ドマング (Saint-Domingue) 植民地の総督を兼務した最初の人物であった。

## 経歴
ピエール＝ポール・タラン・ド・クシは、1684年から、ルイ14世の命により、カリブ海域における海賊行為を制御し、ヨーロッパにおけるフランスの外交活動を有利に展開させることを目的に活動した。彼はフランス人海賊ミシェル・ド・グランモンに要職を提供した。また、オランダ人海賊ローレンス・デ・グラーフを警察署長に任じた。しかし、海賊たちの大部分は、既に「南海 (Mers du Sud)」と称されていた太平洋や、インド洋方面へ財宝を求めて去っており、フランス海軍の存在は際立つものとなっていた。
タラン・ド・クシは、トルチュ島に面したサン＝ドマング島の北海岸に、ポールドペを開発した。総督府もポールドペに移された。総督としてのタラン・ド・クシは、前任者から引き継いでの様々な課題に取り組んだが、成否はまちまちであった。カプ＝フランセでは、再び独立を求める反乱が起こった。海賊たちは武装解除にも応じず、ルイ14世がタバコ貿易の独占を狙って1674年に求めた、ヨーロッパ市場にタバコを横流ししているオランダ商人たちとの取引打ち切りにも応じなかった。
1671年には、オランダ商人との取引を禁じ、タバコをすべてフランス西インド会社に売り渡すことを義務づけた政策に対し、レオガンとプティ＝ゴアーヴの住民が反乱を起こした。
タラン・ド・クシは、海賊を武装解除して、砂糖栽培に従事させようと取り組みを強め、それによって、スペイン船への襲撃を減らそうとした。しかし、1689年以降は、アウクスブルク同盟戦争（1688年 - 1697年）によってこうした努力は水泡に帰して、フランスはスペインと戦争状態に入り、1691年1月21日には、「レモネードの戦い (bataille de Limonade)」と称されたスペイン軍との戦闘で、タラン・ド・クシは戦死し、海賊300人も戦死したとラヴノー・ド・リュッサンの著作は伝えている。
1691年10月以降は、後任の総督としてジャン＝バティスト・デュ・カッスが着任したが、デュ・カッスは、かつて1680年に入植者たちが、奴隷をめぐって、プティ＝ゴアーヴの当局やセネガル会社の役員と対立した際に、これを治める任に当たった人物であった。